# Austrophorocera incospicuoides
Austrophorocera incospicuoides är en tvåvingeart som först beskrevs av Baranov 1932.  Austrophorocera incospicuoides ingår i släktet Austrophorocera och familjen parasitflugor. Inga underarter finns listade i Catalogue of Life.